# قطيفة مذنبة
القطيفة المذنبة أو ذنب الثعلب هي نوع من النباتات الزهرية «كاسيات البذور» الحولية. وتُسمى بـأسماء شائعة مثل طريحة الحب النازفة والحب يموت نزفًا وقطيفة القلادة وزهرة الشرابة والزهرة المخملية و قطيفة ذيل الثعلب وقطيفة ذيلية.
تُعد أجزاء كثيرة من هذه النباتات، بما فيها الأوراق والبذور، صالحة للأكل وكثيرًا ما تُستخدم كمصدر للطعام في الهند وأمريكا الجنوبية — حيثما تعد الأنواع الأكثر أهمية من القطيفة والتي تنمو في جبال الأنديز، والمعروفة باسم كيويتشا. (انظر أيضًا نباتات الأنديز القديمة) ويُعد الموطن الأصلي لهذه الأنواع، كما هو الحال مع العديد من الأنواع الأخرى من الفصيلة القطيفية، المناطق الاستوائية الأمريكية. ولكن الموطن الأصلي غير معروف، حيث يُعتقد أن القطيفة المذنبة قطيفة حمراء برية كليًا.
يرجع اللون الأحمر للنورات إلى النسبة العالية من صبغة البيتاسيانين، كما هو الحال مع الأنواع المرتبطة المعروفة باسم قطيفة "Hopi red dye". وتُباع أصناف حدائق الزينة تحت الاسم الأخير إما القطيفة الدموية أو نوع هجين بين القطيفة الدموية وقطيفة بويلي. وفي الزراعة الأصلية، تُعد القطيفة الدموية هي النبات المماثل في أمريكا الوسطى لنبات القطيفة المذنبة في أمريكا الجنوبية.

## الزراعة
يمكن أن تنمو القطيفة المذنبة في أي مكان بارتفاع من 3 إلى 8 أقدام، وتنمو بشكل أفضل في الشمس المشرقة بالكامل. ويمكنها تحمل ظروف مختلفة، الرطبة والجافة على حد سواء، وتُزرع بسهولة من البذور.
في معظم مجموعتها، تُزرع باعتبارها نباتًا صيفيًا حوليًا. وفي المناطق المعتدلة، يمكن البدء في زراعتها في الداخل في أوائل فصل الربيع وزراعتها في الهواء الطلق بعد مرور الصقيع.

## وصلات خارجية
- Jepson Manual Treatment
- USDA Plants Profile
- Ecoport token for Amaranthus caudatus L.
- "Wild Food Plants Attracting Additional Consumer Categories": Amaranthus caudatus (Famine Food Guide website)
- معرض الصور
- Amaranthus caudatus L. Medicinal Plant Images Database (School of Chinese Medicine, Hong Kong Baptist University) (بالإنجليزية)
- Crops for the Future: Kiwicha (Amaranthus caudatus)